# Anna Puławska
Anna Puławska (Mrągowo, 7 de febrero de 1996) es una deportista polaca que compite en piragüismo en la modalidad de aguas tranquilas.
Participó en dos Juegos Olímpicos de Verano, obteniendo dos medallas en Tokio 2020, plata en la prueba de K2 500 m y bronce en K4 500 m, y el cuarto lugar en París 2024 (K4 500 m). En los Juegos Europeos obtuvo tres medallas, bronce en Minsk 2019 y dos oros en Cracovia 2023.
Ganó seis medallas en el Campeonato Mundial de Piragüismo entre los años 2018 y 2023, y nueve medallas en el Campeonato Europeo de Piragüismo entre los años 2017 y 2025.

## Palmarés internacional
| Juegos Olímpicos   | Juegos Olímpicos            | Juegos Olímpicos  | Juegos Olímpicos |
| Año                | Lugar                       | Medalla           | Competición      |
| ------------------ | --------------------------- | ----------------- | ---------------- |
| 2020               | Tokio (Japón)               | Medalla de plata  | K2 500 m         |
| 2020               | Tokio (Japón)               | Medalla de bronce | K4 500 m         |
| Campeonato Mundial |                             |                   |                  |
| Año                | Lugar                       | Medalla           | Competición      |
| 2018               | Montemor-o-Velho (Portugal) | Medalla de bronce | K4 500 m         |
| 2019               | Szeged (Hungría)            | Medalla de plata  | K2 500 m         |
| 2019               | Szeged (Hungría)            | Medalla de bronce | K4 500 m         |
| 2022               | Halifax (Canadá)            | Medalla de oro    | K2 500 m         |
| 2022               | Halifax (Canadá)            | Medalla de oro    | K4 500 m         |
| 2023               | Duisburgo (Alemania)        | Medalla de plata  | K4 500 m         |
| Juegos Europeos    |                             |                   |                  |
| Año                | Lugar                       | Medalla           | Competición      |
| 2019               | Minsk (Bielorrusia)         | Medalla de bronce | K4 500 m         |
| 2023               | Cracovia (Polonia)          | Medalla de oro    | K2 500 m         |
| 2023               | Cracovia (Polonia)          | Medalla de oro    | K4 500 m         |
| Campeonato Europeo |                             |                   |                  |
| Año                | Lugar                       | Medalla           | Competición      |
| 2017               | Plovdiv (Bulgaria)          | Medalla de plata  | K4 500 m         |
| 2017               | Plovdiv (Bulgaria)          | Medalla de bronce | K2 500 m         |
| 2018               | Belgrado (Serbia)           | Medalla de bronce | K1 500 m         |
| 2021               | Poznań (Polonia)            | Medalla de plata  | K2 500 m         |
| 2022               | Múnich (Alemania)           | Medalla de oro    | K1 500 m         |
| 2022               | Múnich (Alemania)           | Medalla de oro    | K2 500 m         |
| 2022               | Múnich (Alemania)           | Medalla de oro    | K4 500 m         |
| 2025               | Račice (República Checa)    | Medalla de oro    | K2 500 m         |
| 2025               | Račice (República Checa)    | Medalla de plata  | K1 500 m         |